# 拉戈 (科羅拉多州)
拉山（英語：Rago）是位於美國科羅拉多州華盛頓縣的一個非建制地區。該地的面積和人口皆未知。

## 地理
拉山的座標為40°00′07″N 103°24′56″W / 40.00194°N 103.41556°W，而該地的平均海拔高度為1391米（即4564英尺）。